# غيل لي بيرنستاين
غيل لي بيرنستاين (بالإنجليزية: Gail Lee Bernstein)‏ هي مؤرخة أمريكية، ولدت في 1939.